# 普勒特雷什蒂鄉
44°21′N 26°22′E / 44.350°N 26.367°E
普勒特雷什蒂鄉（羅馬尼亞語：Comuna Plătărești, Călărași），是羅馬尼亞的鄉份，位於該國南部，由克勒拉希縣負責管轄，面積50平方公里，海拔高度45米，2007年人口3,666，人口密度每平方公里73人。